# Upplands runinskrifter 1094
Upplands runinskrifter 1094 är en nu försvunnen vikingatida runsten i Rosta bro, Bälinge socken och Uppsala kommun. Runstenens höjd är omkring 1,75 meter och bredden cirka 0,75 meter. Stenen är försvunnen sedan länge och undersöktes senast 1726 av Olof Celsius den äldre.

## Inskriften
Translitterering av runraden:
[brusi · ok þorbiarn · litu · raisa · stain · eftir · faþur · sin · b...urn × kuþ hialbi a(n)t hans]
Normalisering till runsvenska:
Brusi ok Þorbiorn letu ræisa stæin æftiʀ faður sinn B[i]orn. Guð hialpi and hans.
Översättning till nusvenska:
Bruse och Torbjörn läto resa stenen efter sin fader Björn. Gud hjälpe hans ande.